# St. Georg (Küntrop)

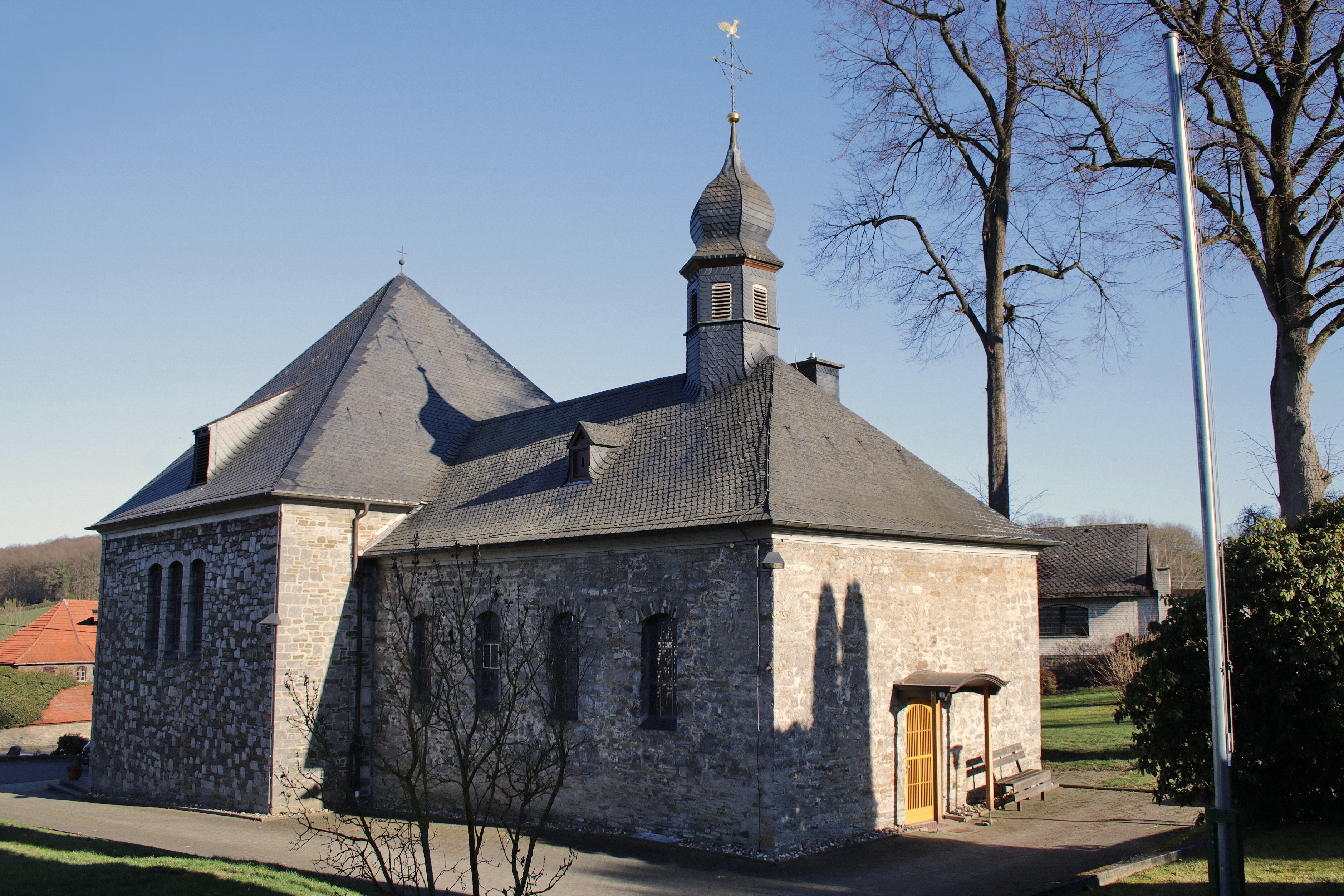
Katholische Kirche St. Georg

Die katholische Kirche St. Georg ist ein denkmalgeschütztes Kirchengebäude an der Küntroper Straße in Küntrop, einem Ortsteil von Neuenrade, im Märkischen Kreis (Nordrhein-Westfalen).

## Geschichte und Architektur
Im damaligen Weiler Küntrop ist seit 1497 eine Georgskapelle nachweisbar.
Der Bruchsteinsaal mit einer Eingangslaube und verschiefertem Pyramidendach wurde 1939 nach Plänen von Dominikus Böhm als Erweiterung der zum Chor uminterpretierten Kapelle errichtet. Die Kapelle mit Walmdach und geschweiftem Dachreiter wurde 1777 mit gleichen Materialien gebaut. Die kalkulierte Leere des hellen, sachlichen Innenraumes wird durch braun-weiß strukturierte Dachbalken belebt. Die Bleiglasfenster mit flächig-ornamentaler Wirkung sind mit D. Böhm, 1940 bezeichnet. Das Mosaik an der Chorrückwand ist die Arbeit eines nicht näher bezeichneten Künstlers mit Namen Schlüter.

## Ausstattung

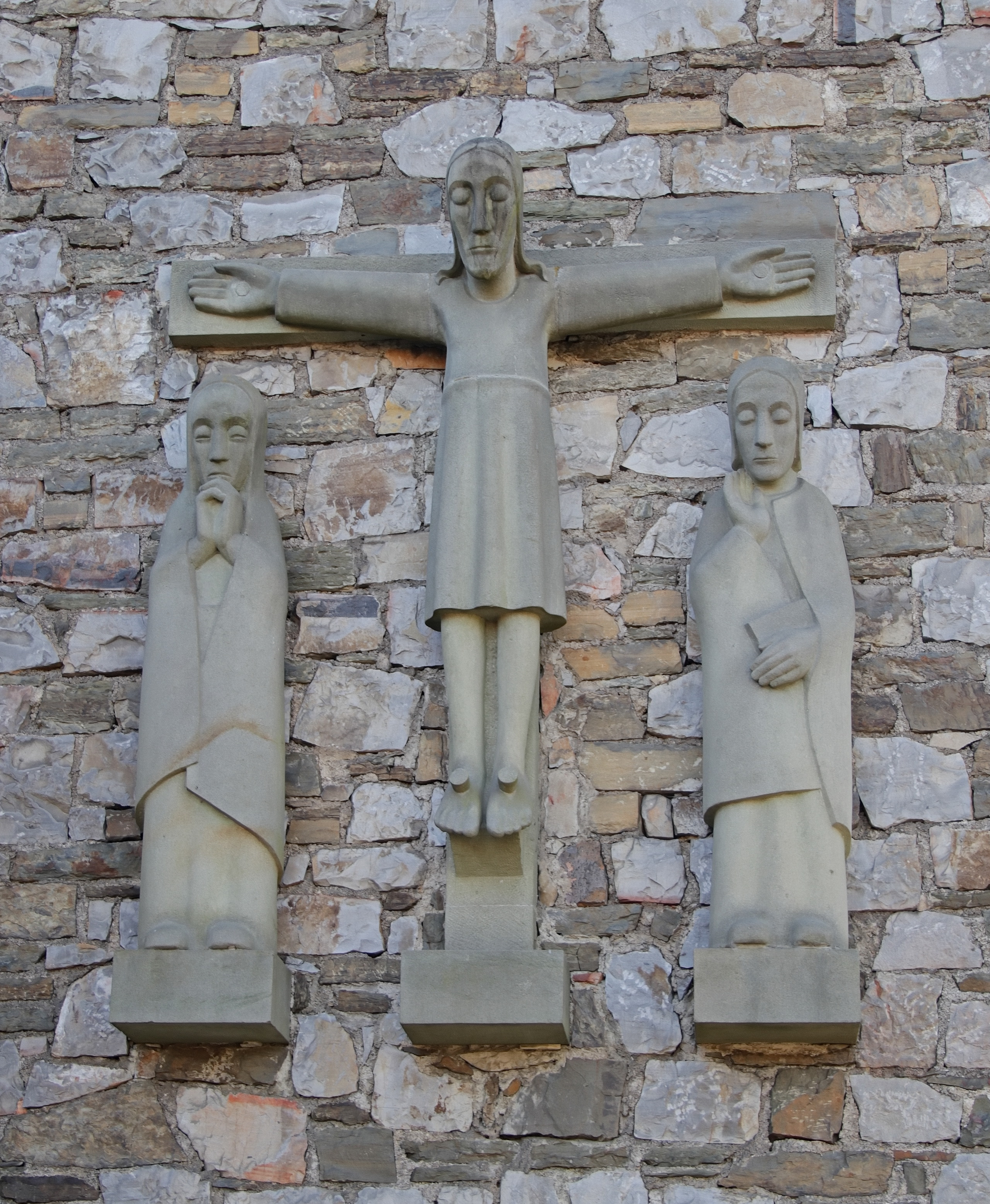
Kreuzigungsgruppe

- An der Westfassade befindet sich eine Kreuzigungsgruppe aus Sandstein, die von Wilhelm Schlüter gefertigt wurde.
- Der Hochaltar, die Kommunionbank, der Taufstein und die Kanzel wurden von D. Böhm aus Travertin hergestellt.
- Einige Holzfiguren aus dem 17. und 18. Jahrhundert bereichern die Ausstattung.